# Circonscription de Geter Adoua
La circonscription de Geter Adoua est une des 38 circonscriptions législatives de l'État fédéré du Tigré, elle se situe dans la Zone centre. Sa représentante actuelle est Mulu Gebreher Gebrehiwet.